# سمك النهر الأبيض المرقط
سمك النهر الأبيض المُرقّط (مُعَرَّب من المُصطلح الشائع الإنجليزي:White River speckled dace) (الاسم العلمي: Rhinichthys osculus velifer) هو نُويع من الأسماك يتواجد على الأغلب في النهر الأبيض في نيفادا.

## تاريخ
في ربيع وصيف عاميّ 1991 و1992، جاءت دراسة رَسمية بمسح أسماك نظام النهر الأبيض (نيفادا) ، لتحديد سلوك تلك الأسماك. هناك 5 أسماك أصلية معروفة للنهر الأبيض ومن ضمنها هذهِ الأسماك. كمّا ويجب تنفيذ تدابير وقائية للحفاظ على جميع أسماك النهر الأبيض المحلية من ضمّنها هذهِ الأسماك.
هذهِ السمكة مهددة بالخطر ويتم وصفها بأنها ناقصة المعلومات.

## تَسمية
التسميّة العلمية الحالية هي (الاسم العلمي: Rhinichthys osculus velifer) وفقًا تشارلز هنري غيلبرت وهو الذي أطلق عليها التسمية العلمية عام 1893.